# Logica polivalente
Le logiche polivalenti sono estensioni della logica classica in cui sono presenti più valori di verità rispetto ai canonici vero, falso e pertanto in esse non vale il principio del terzo escluso.
Le prime logiche polivalenti furono proposte negli anni 1920 da Emil Post e da Jan Łukasiewicz e in esse erano presenti tre valori di verità: vero, falso, problematico.

## Logiche ad infiniti valori di verità
Successivamente si è giunti a proporre logiche ad infiniti valori di verità quali:
- la logica ad infiniti valori di Lukasiewicz;
- la logica fuzzy di Lotfi Zadeh;
- la logica polivalente di Gödel;[1]
- la logica L-fuzzy di Joseph Goguen;[2]

### Logica polivalente di Gödel
In tale formulazione si hanno le seguenti::
{\displaystyle x\,\operatorname {AND} \,y=min(v(x),v(y))}
{\displaystyle x\,\operatorname {OR} \,y=max(v(x),v(y))}
{\displaystyle \operatorname {NOT} \,x=1} se {\displaystyle v(x)=0} e {\displaystyle 0} altrimenti.

### Logica polivalente prodotto
In tale formulazione si hanno le seguenti::
{\displaystyle x\,\operatorname {AND} \,y=v(x)v(y)}
{\displaystyle x\,\operatorname {OR} \,y=v(x)+v(y)-v(x)v(y)}
{\displaystyle \operatorname {NOT} \,x=1} se {\displaystyle v(x)=0} e {\displaystyle 0} altrimenti.

### Logiche polivalenti e doppia negazione
È interessante osservare come nelle logiche "fuzzy" di Gödel e "fuzzy" prodotto si neghi il principio della doppia negazione, come anche nella logica intuizionista, al fine di mantenere vera la forma standard del principio di non-contraddizione.
In particolare, a causa della particolare definizione dell'operatore NOT si hanno:
P → ¬¬P è un teorema
¬¬P → P non è teorema.
¬P → ¬¬¬P è un teorema.
¬¬¬P → ¬P è un teorema.

## Logiche generiche. T-norma
Una T-norma o norma triangolare o AND generalizzato è una applicazione T: [0,1] × [0,1] → [0,1] che soddisfa i seguenti requisiti:
- Commutatività: T(a, b) = T(b, a);
- Monotonia: T(a, b) ≤ T(c, d) se a ≤ c e b ≤ d;
- Associatività: T(a, T(b, c)) = T(T(a, b), c);
- Elemento nullo: T(a, 0) = 0;
- 1 agisce come  elemento identità: T(a, 1) = a.

Le t-norme sono state utilizzate per interpretare il connettivo di congiunzione.
Esempi di t-norme sono il minimo, il prodotto e la t-norma di Lukasiewicz definita da
T(x,y)=max(0,x+y-1).
Se la t-norma è una funzione continua a sinistra, allora è possibile definire la funzione
x → y = max { z: T(x,z) ≤ y }
che può essere utilizzata per interpretare in connettivo di implicazione. 
Avendo a disposizione l'implicazione si può definire la negazione come
¬x = x → 0.
Nel caso in cui si parte dalla t-norma di Lukasiewicz, si ottiene:
x → y = min{ 1, 1-x+y} (implicazione di Lukasiewicz) e
¬x = 1-x (negazione involutiva).
Nota che la negazione involutiva è tale che ¬¬x=x.